# Dioctria atricapilla
Dioctria atricapilla är en tvåvingeart som beskrevs av Johann Wilhelm Meigen 1804. Dioctria atricapilla ingår i släktet Dioctria och familjen rovflugor. Arten är reproducerande i Sverige. Inga underarter finns listade i Catalogue of Life.

## Bildgalleri

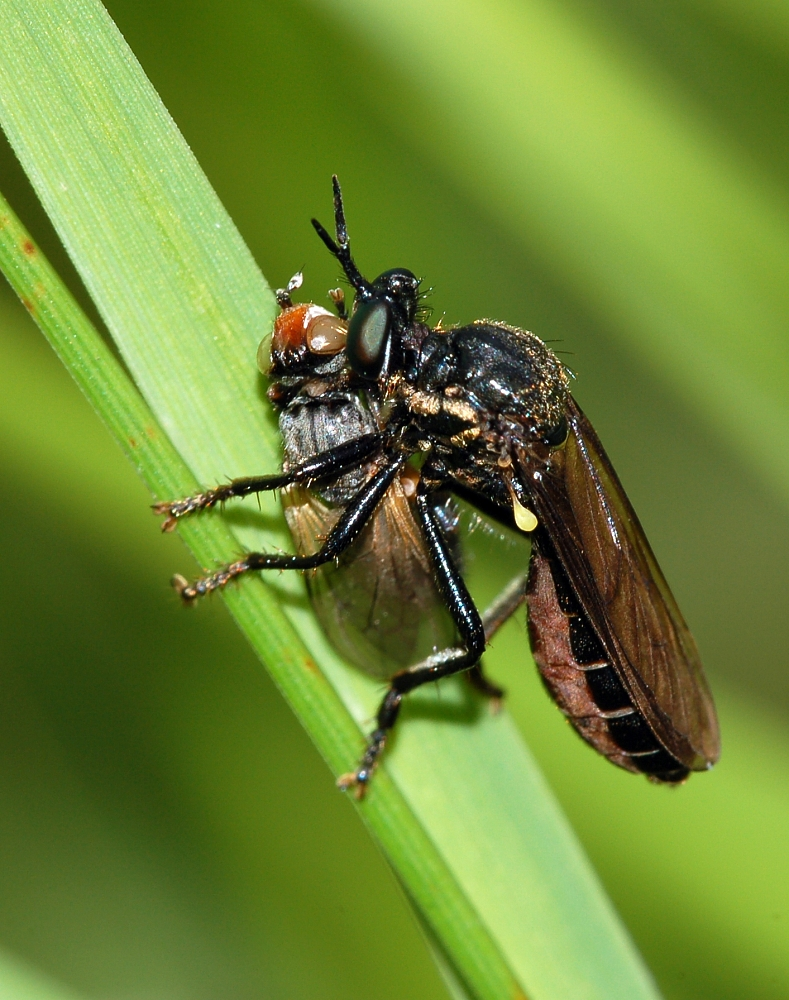
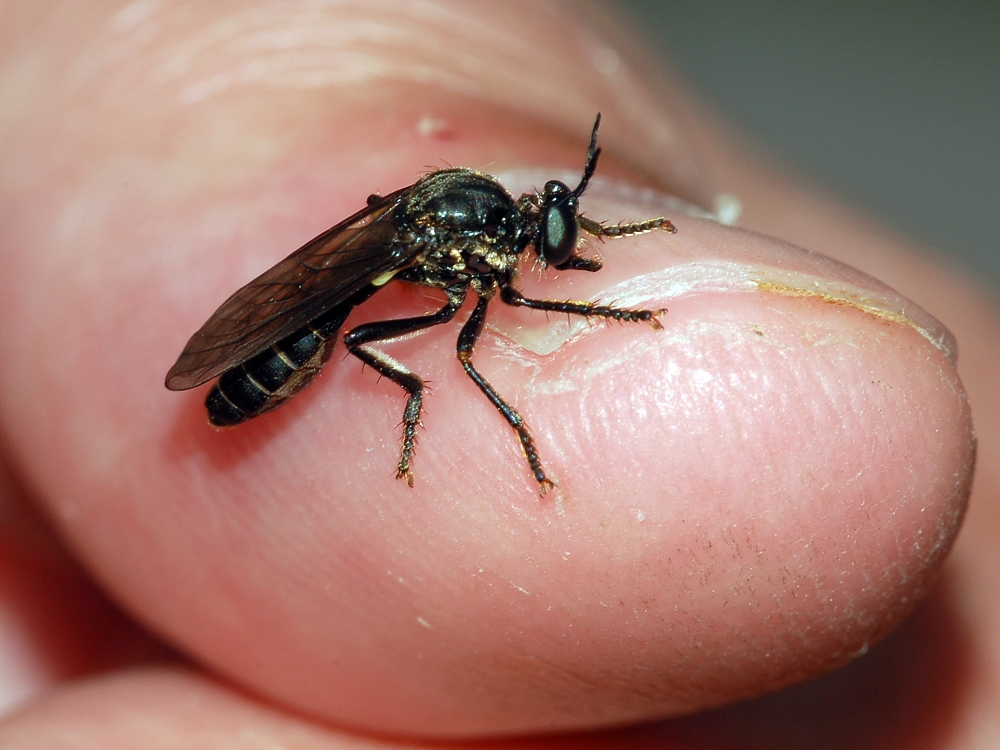
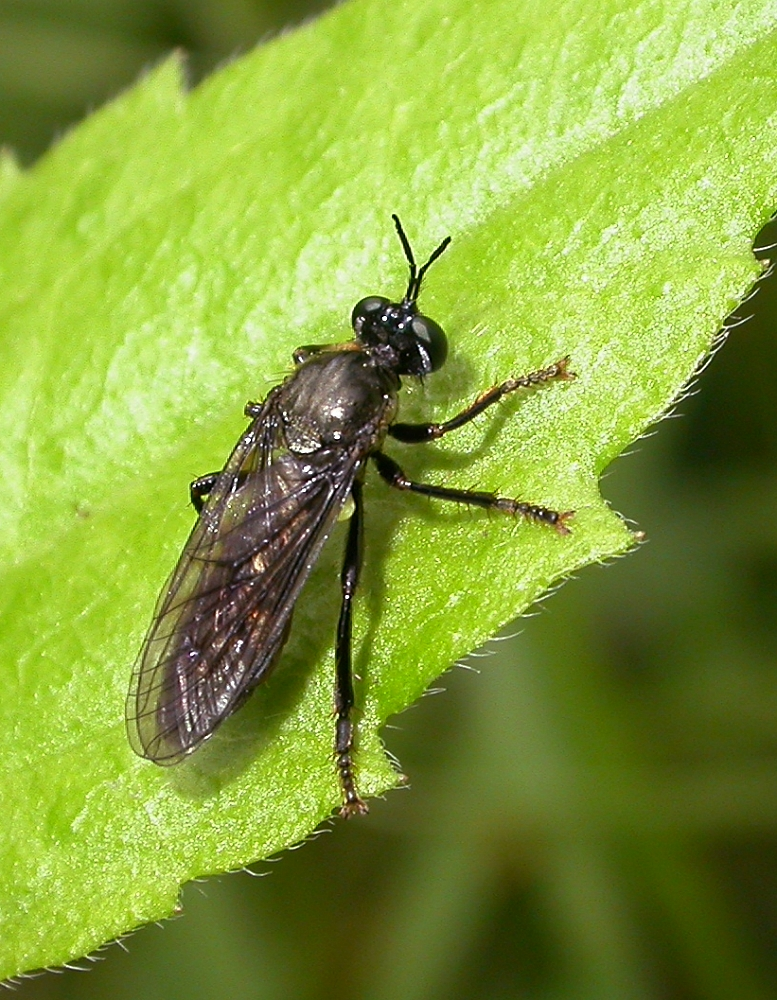